# Liparis fujisanensis
Liparis fujisanensis là một loài thực vật có hoa trong họ Lan. Loài này được F.Maek. ex Konta & S.Matsumoto mô tả khoa học đầu tiên năm 1997.